# Campionati del mondo di mountain bike marathon 2004
I Campionati del mondo di mountain bike marathon 2004 (en. 2004 UCI Mountain Bike Marathon World Championships), seconda edizione della competizione, furono disputati a Bad Goisern, in Austria, tra il 9 e l'11 luglio 2004.

## Medagliere
Medagliere finale
| Pos.   | Nazione     | Oro | Argento | Bronzo | Totale |
| ------ | ----------- | --- | ------- | ------ | ------ |
| 1      | Italia      | 1   | 0       | 0      | 1      |
| 1      | Norvegia    | 1   | 0       | 0      | 1      |
| 3      | Francia     | 0   | 1       | 0      | 1      |
| 3      | Russia      | 0   | 1       | 0      | 1      |
| 5      | Paesi Bassi | 0   | 0       | 1      | 1      |
| 5      | Slovenia    | 0   | 0       | 1      | 1      |
| Totale | Totale      | 2   | 2       | 2      | 6      |

## Sommario degli eventi
| Eventi          | Oro                        | Tempo    | Argento                 | Tempo    | Bronzo                     | Tempo    |
| Uomini dettagli | Massimo De Bertolis Italia | 4h37'31" | Thomas Dietsch Francia  | a 2'19"  | Bart Brentjens Paesi Bassi | a 2'37"  |
| Donne dettagli  | Gunn-Rita Dahle Norvegia   | 5h28'12" | Irina Kalent'eva Russia | a 19'43" | Blaza Klemencic Slovenia   | a 21'32" |